# Marcelo Cirino
Marcelo Cirino da Silva (Maringá, Santa Catarina, 22 de enero de 1992), conocido simplemente como Marcelo Cirino, es un jugador de fútbol profesional brasileño que juega como delantero para el Club Athletico Paranaense.

## Clubes
| Club                   | País                   | Año       | Partidos | Goles |
| ---------------------- | ---------------------- | --------- | -------- | ----- |
| Athletico              | Brasil                 | 2009-2014 | 137      | 33    |
| Vitória (cedido)       | Brasil                 | 2011      | 15       | 1     |
| Flamengo (cedido)      | Brasil                 | 2015-2017 | 97       | 23    |
| Internacional (cedido) | Brasil                 | 2017      | 11       | 1     |
| Al-Nasr (cedido)       | Emiratos Árabes Unidos | 2017-2018 | 26       | 14    |
| Athletico              | Brasil                 | 2018-2019 | 73       | 16    |
| Chongqing Lifan        | China                  | 2020-2021 | 16       | 5     |
| Bahia                  | Brasil                 | 2021-2022 | 8        | 2     |
| Athletico              | Brasil                 | 2022-     | 17       | 0     |